# Biccsei evangélikus egyházkerület
A Biccsei evangélikus egyházkerület, az 1610-i zsolnai zsinaton Magyarország északnyugati részének szlovák evangélikusai számára szervezett három superintendentia egyike, melynek területét ekkor Árva, Liptó és Trencsén vármegyében szabták meg, tehát öt egyházmegye tartozott hozzá, úm. az árvai, a liptói, a felsőtrencséni, az alsótrencséni és a báni. 
A gyásztizedtől fogva egész 1706-ig püspök nélkül volt a kerület, mellyel a következő évben tartott rózsahegyi zsinat egyesítette a bajmóci egyházkerület megmaradt egyházaiból a már anélkül is beléolvadt Nyitra és Pozsony vármegye területén, úgyszintén Esztergom és Komárom vármegyéből a Duna balpartján fekvő egyházakat, mégpedig ezúttal minden nyelvi megkülönböztetés nélkül. Az új berendezésű kerület tovább működő püspöke, Krmann Dániel, 1729-ben elfogatván, helyét nem töltötte be a kerület, amely aztán a II. Carolina Resolutio folytán csakhamar bekövetkezett új rendezkedéskor a turóci egyházmegyének is idecsatolásával a dunáninneni egyházkerületté alakult. 
Püspökei voltak: 
- Láni Illés biccsei lelkész 1610–1618,
- Hodik János biccsei, trencséni l. 1619–1642,
- Láni Zakariás báni l. 1642–1645,
- Kalinka Joachim illavai l. 1646–1673,
- Krman Dániel zsolnai, miavai l. 1706–1729.